# 愛知県道222号緑瑞穂線
愛知県道222号緑瑞穂線（あいちけんどう222ごう みどりみずほせん）は、愛知県名古屋市緑区境松から同市瑞穂区神穂町までを結ぶ一般県道である。

## 概要
ほぼ全区間が旧東海道となっている。南区の笠寺観音と名古屋市道名古屋環状線（通称：環状線）の間は道幅が狭く、一方通行になっている（北行きは笠寺西門南交差点に出る）。また、天白橋とその前後（山下交差点 - 赤坪町交差点）は中央線変移式の3車線道路だが、朝夕を中心に混雑し、よく渋滞する。有松駅周辺の区間も道幅が狭いために一方通行になっている。

## 沿革
- 1959年12月15日：認定
- 1963年：愛知郡鳴海町が名古屋市に編入され緑区ができる

## 別名
- 大磯通（名古屋市南区）
- 旧東海道（名古屋市南区、緑区）

## 地理

### 通過する自治体
- 愛知県
  - 名古屋市（緑区 - 南区 - 瑞穂区）

### 交差する道路
- 国道1号（大将ヶ根交差点）
- 愛知県道237号新田名古屋線（緑区有松町有松）
- 国道302号（名古屋環状2号線）（緑区有松：北平部交差点への連絡路経由、大高方面のみ）
- 愛知県道242号鳴海停車場線（本町交差点）
- 愛知県道36号諸輪名古屋線（三皿交差点）
- 愛知県道223号笠寺星崎線（南区笠寺町）
- 愛知県道59号名古屋中環状線（三王山交差点）
- 名古屋市道名古屋環状線（笠寺西門交差点）
- 名古屋市道東海橋線（東海通）（薬師通1丁目交差点）
- 国道1号・名古屋市道堀田高岳線（空港線）（松田橋交差点）

### 沿線
- 手越川：起点側で並行
- 名鉄名古屋本線 有松駅
- 名鉄名古屋本線 鳴海駅
- 笠寺観音
- 名鉄名古屋本線 本笠寺駅
- 笠寺商店街
- ブラザー工業本社